# 日本牌棋院
日本牌棋院（にほんぱいきいん）は天野大三が設立したアマチュアの競技麻雀団体。1952年設立。本項では報知ルールの提唱者である天野大三についても述べる。

## 概要
書籍『新「現代ルール」による図解麻雀入門』の著者小歴および書籍『立直一代 : 日本麻雀裏面史 天野大三の78年』によると、1952年末に天野が報知ルールを発表した後、途中リーチを認めない日本麻雀連盟とつながりのある人物により途中リーチを含めた虚実ないまぜの内容を警察に密告され警視庁から呼び出しを受けるが、天野のリーチ麻雀によって競技性が高まるという主張が認められ不問に付される。この一件で天野は日本麻雀連盟を脱退する決意を固めるが、理事会で「連盟がリーチを採りあげることがあれば君の膝下に教えを乞う」といった強硬意見つきで連盟六段の段位と常任理事の肩書きを剥奪された。この後一人で日本牌棋院を設立して自らを八段と称し、後に名人と名乗った。(なお、日本麻雀連盟は天野の没後の2016年にリーチ麻雀を第2のルールとして公認している)。
1970年、週刊大衆の第1期麻雀名人戦に代表として送り出した33歳の俊英、青山敬が優勝。第1期麻雀名人となる。第5期名人に坂口誠彦。
スポーツニッポンの麻雀欄も日本牌棋院が担当し、21世紀まで続いた。

## 天野大三
1904年、山梨県生まれ。1952年に報知新聞（現在のスポーツ報知）上に日本で最初に立直およびドラを成文化した「立直麻雀標準規定」(通称：報知ルール)を発表、同年には競技麻雀団体の日本牌棋院を設立しリーチ麻雀の原型を作った。1957年に「オール一飜縛り規程」(通称：東京ルール)を発表。このルールで提唱された新役についてはそのほとんどがローカル役止まりであったが、一飜縛りは現在の標準となっている。1958年に報知ルールと東京ルールを統一した「日本麻雀一飜縛理規程」(通称:統一ルール)を発表。1967年に場ゾロ・オカ裏ドラを導入した「現代ルール」を発表。様々なルールを考案したが、点数計算を簡略化した1963年の「五輪ルール」、完全先付けルールである1971年の「新現代ルール」、王牌廃止論を提唱した1978年の「新報知ルール」など広く普及するには至らなかったものもある。1982年死去。享年78。

## 旧所在地
東京都新宿区西新宿1丁目15-4　第二セイコービル5F
本部道場は「西新宿麻雀荘」という名称で営業していたが、2020年頃に閉店している。